# Рух Опору (Італія)

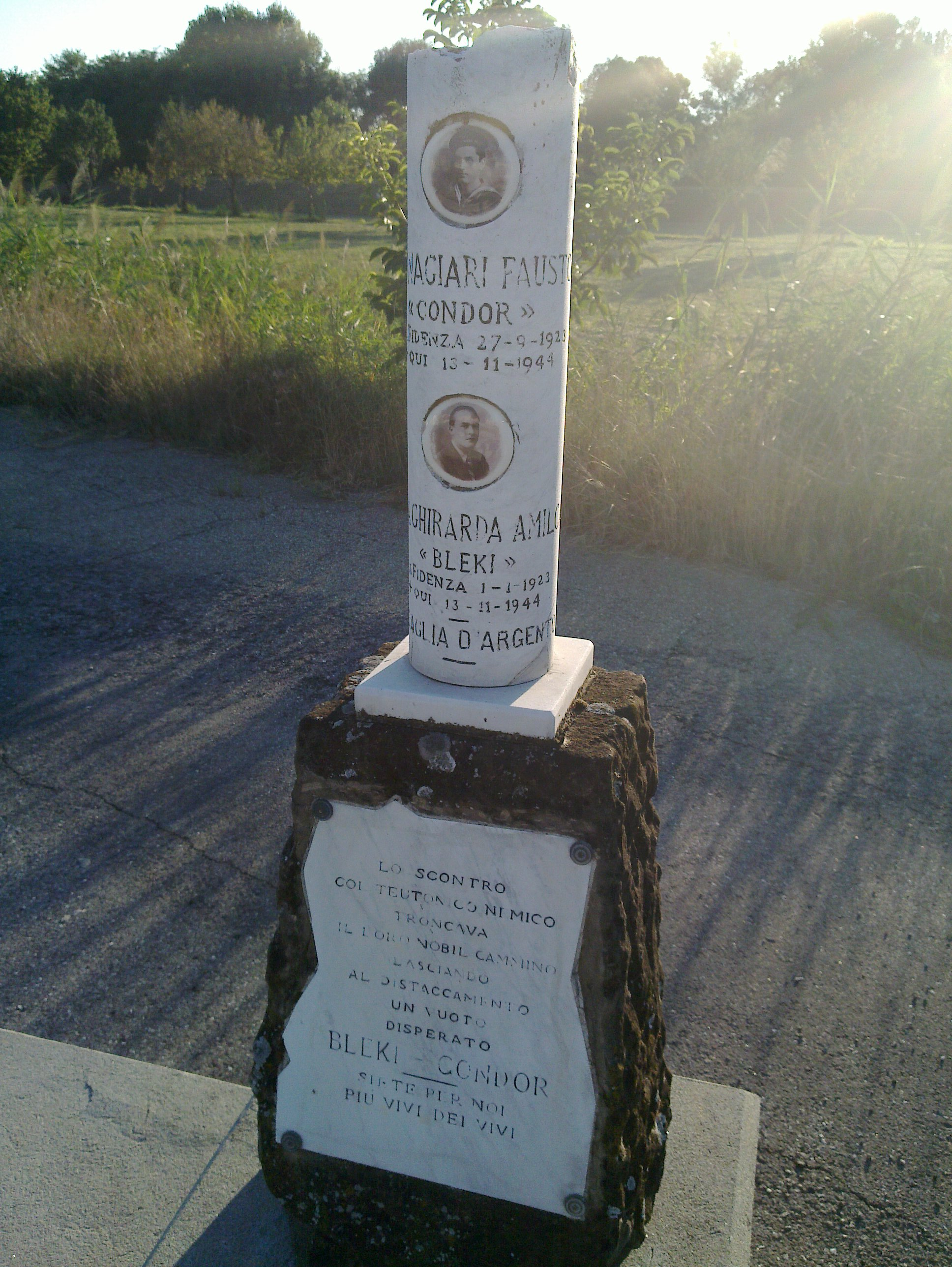
Меморіал у комуні Соранья на честь розстріляних 1944 року партизан (2010)

Італійський рух Опору (італ. Resistenza italiana або просто «Resistenza») — збройний спротив окупації Італії нацистською Німеччиною 1943 року, а також маріонетковому режиму Італійської соціальної республіки.

## Витоки руху
На початковому етапі рух Опору формувався на базі розрізнених груп, стихійно утворених представниками політичних партій, заборонених фашистським режимом Італії, включаючи монархічно налаштованих колишніх офіцерів королівської армії. Згодом рух узяв під свій контроль Комітет національного визволення, створений 9 вересня 1943 року представниками шести партій: комуністичної, християнсько-демократичної, партії дії, ліберальної, соціалістичної та демократичної партії праці. Комітет національного визволення координував свою діяльність із міністрами короля Віктора Емануїла III та представниками країн антигітлерівської коаліції. В тилу німецьких військ було створено Комітет визволення Північної Італії, що користувався лояльністю більшості партизанських загонів у регіоні.
Основні сили Опору були представлені трьома основними групами: гарибальдійські бригади, бригади «Справедливості і свободи» (від Партії дії), соціалістичні бригади Маттеотті, автономні бригади, республіканські бригади Мадзіні й народні бригади християнських демократів. Окрім того, були й інші невеликі партизанські загони анархістів, католиків і монархістів, дії яких також координувались Комітетом. Відносини між різними групами Опору не завжди були дружніми. Наприклад, 1945 року в провінції Удіне відбулась сутичка між загоном з гарибальдійських бригад і загоном Партії дії з Озоппо, що призвела до людських жертв.
Значні контингенти руху Опору діяли в гірських районах Альп і Апеннін, були також партизанські частини на рівнинах, а також підпілля у великих містах Північної Італії. Наприклад, у замку Монтекіно в провінції П'яченца розміщувались штаби партизанських груп «Патріотичні групи дій» (GAP) і «Патріотичні загони дій» (SAP), які регулярно організовували акти саботажу й партизанської війни, масові страйки та пропагандистські акції. На відміну від французького Опору, в італійському Опорі значну роль відігравали жінки — як у бойових загонах, так і в підпіллі.
Важливим напрямком діяльності італійського Опору було сприяння втечам і переховуванню біглих військовополонених військ антигітлерівської коаліції (за деякими оцінками, число інтернованих в Італії до 8 вересня 1943 року складало порядку 80 тисяч): діячі Опору допомагали втікачам досягнути кордонів нейтральної Швейцарії чи розташування військ союзників, у тому числі шляхами, які раніше використовувались контрабандистами.
Єврейська громада Італії створила власну підпільну організацію — DELASEM (акронім від італ. Delegazione per l'Assistenza degli Emigranti Ebrei — Делегація для допомоги єврейським емігрантам) на чолі з Леліо Валоброю, що діяла на всій окупованій території Італії. До неї входили не лише євреї, але й деякі римо-католицькі єпископи, священнослужителі, миряни, поліцейські та навіть солдати вермахту. Після того як під тиском з боку нацистської Німеччини уряд Муссоліні визнав євреїв «ворожою нацією», DELASEM надав підтримку місцевим євреям, надаючи їм їжу, житло й матеріальну допомогу. Багатьом італійцям, які співпрацювали з DELASEM (станом на 1 січня 2013 року — 563), було надано звання Праведників світу.

## Опір в італійських збройних силах
Перші акти збройного спротиву німецькій окупації відбулись після укладення перемир'я між Італією та збройними силами союзників 3 вересня 1943 року. Найвідомішою подією був виступ 3 вересня в Римі підрозділів італійської армії та карабінерів. Підрозділи Королівської армії, зокрема, механізована  бригада Сассарі, механізована бригада Гранатьєрі ді Сардинія, Дивізія П'яве, 12-та танкова  дивізія Ар'єте, 131-а танкова дивізія, 103-я мотострілецька дивізія й дивізія «Вовки Тоскани» на додачу до карабінерів, піхоти й берегової артилерії були розгорнуті по всьому місту та вздовж доріг, що вели до нього. Підрозділи повітряно-десантних сил вермахту й мотопіхоти первинно були відкинуті від Рима, втім за якийсь час, спираючись на перевагу в бронетехніці, повернули втрачені позиції.

## Участь іноземців
У лавах італійського Опору воювали не лише італійці. До загонів Опору примикали дезертири з частин вермахту, біглі військовополонені країн антигітлерівської коаліції, а також спеціальні підрозділи англо-американських військ, закинуті в італійський тил, у тому числі й частини Управління спеціальних операцій, Спеціальної повітряної служби й Управління стратегічних служб. Імена деяких співробітників англо-американських спецслужб, що воювали в італійському Опорі, в подальшому стали відомими загалу — серед них альпініст і мандрівник Білл Тілман, журналіст та історик Пітер Томпкінс, пілот Королівських ВПС Манфред Цернін і майор Олівер Черчилль.
Точне число колишніх військовослужбовців вермахту, які воювали в італійському Опрорі, складно оцінити, оскільки вони з міркувань безпеки своїх родичів, які залишились у нацистській Німеччині, надавали перевагу приховуванню своїх справжніх імен і походження. Відомий, наприклад, колишній капітан кригсмаріне Рудольф Якобс, який воював у гарибальдійській бригаді «Уго Муччіні» й загинув 1944 року.
В загонах італійських партизанів бились також іспанські антифашисти, югослави, голландці, греки, поляки, представники народів СРСР. Відомості набули словенець Антон Укмар (партизанське прізвисько — «Міро»), який народився в муніципалітеті Трієст і командував дивізією Гарібальді «Cichero», серб Грга Чупич (прізвисько — «Боро»), командир дивізії «Мінго» в Лігурії.
В деяких районах Італії значну роль відігравали загони Опору, в яких бились радянські військовополонені-втікачі, загальне число яких оцінюється приблизно у 5 тисяч, з яких кожен десятий загинув.

## Квітневе повстання 1945 року
У другій половині квітня 1945 року битви на німецькому фронті перейшли в завершальну фазу: Радянська Армія 16 квітня почала Берлінську операцію, а англо-американські війська в Італії, прорвавши фронт біля Феррари 17 квітня, готувались до виходу в долину річки По. За таких умов 18 квітня на підприємствах Турина почався страйк, що стрімко поширився на всі міста Північної Італії й невдовзі переросла у збройні виступи. 19 квітня повстала Болонья, 22 квітня — Модена, 24 квітня — Реджо-нель-Емілія.
25 квітня Комітет національного визволення закликав до загального збройного повстання, та з 25 по 27 квітня повстання охопило всю окуповану частину Італії. 26 квітня капітулював 14-тисячний німецький гарнізон Генуї, командувач, генерал Мейнгольд здався у полон. 27 квітня партизани взяли Мілан, резиденцію уряду республіки Сало, 28 квітня — Турин, того ж дня повстала Венеція.
Таким чином, до кінця квітня вся Північна Італія була звільнена силами патріотів від частин вермахту й італійських фашистів. Повстання відіграло значну роль у порятунку промислового потенціалу Північної Італії від знищення його частинами вермахту, що відступали, і створило передумови до подальшої консолідації демократичних сил країни. 25 квітня — день початку загального визвольного повстання, був оголошений в Італії національним святом.
Беніто Муссоліні з групою соратників 26 квітня висунувся до міста Комо, де до нього приєдналась дружина, втім наступного ранку дуче попрощався з нею та в ніч з 26 на 27 квітня долучився до загону з 200 німців, разом з якими висунувся в бік кордону з Швейцарією. Трохи згодом до них приєднались Алессандро Паволіні — генеральний секретар Республіканської фашистської партії й коханка Муссоліні Клара Петаччі. Муссоліні їхав у кузові вантажівки у формі унтер-офіцера люфтваффе.
Вранці 27 квітня біля села Муссо колону зупинив партизанський патруль 52-ї Гарибальдійської бригади й розпочав догляд. Відповідно до домовленості з союзними військами, частини вермахту, що відступали, партизани безперешкодно пропускали до Швейцарії, затримуючи тільки італійців. Під час догляду вантажівки партизан Умберто Лаццаро впізнав дуче, після чого Муссоліні доставили до села Донго, де той переночував у селянському будинку. Обставини страти Муссоліні до кінця не з'ясовані. Вважається, що керівництво Опору (зокрема, один з лідерів комуністів Луїджі Лонго) ухвалило рішення стратити Муссоліні, й відповідний наказ був відданий Вальтеру Аудізіо (партизанське прізвисько — «полковник Валеріо»). За офіційною версією, Муссоліні та Клара Петаччі були розстріляні 28-го, о 16:10 біля воріт вілли в Джуліно ди Меццегра, за іншими даними — о 12:30. Трупи Муссоліні й Петаччі пізніше були доставлені в Мілан і підвішені догори ногами неподалік від центрального залізничного вокзалу Мілана. Після того мотузки підрізали, й тіла деякий час лежали у стічній канаві. 1 травня Муссоліні й Петаччі були поховані на міланському цвинтарі Музокко (Чімітеро Маджіоре), у безіменній могилі на ділянці для бідняків.